# 세나 3세
세나 3세(Sena III, 916년 ~ 964년)는 10세기 시대 아누라다푸라 왕국의 람바카나 제2왕조 제21대 군주였다.

## 같이 보기
- 스리랑카의 역사